# QTH-локатор

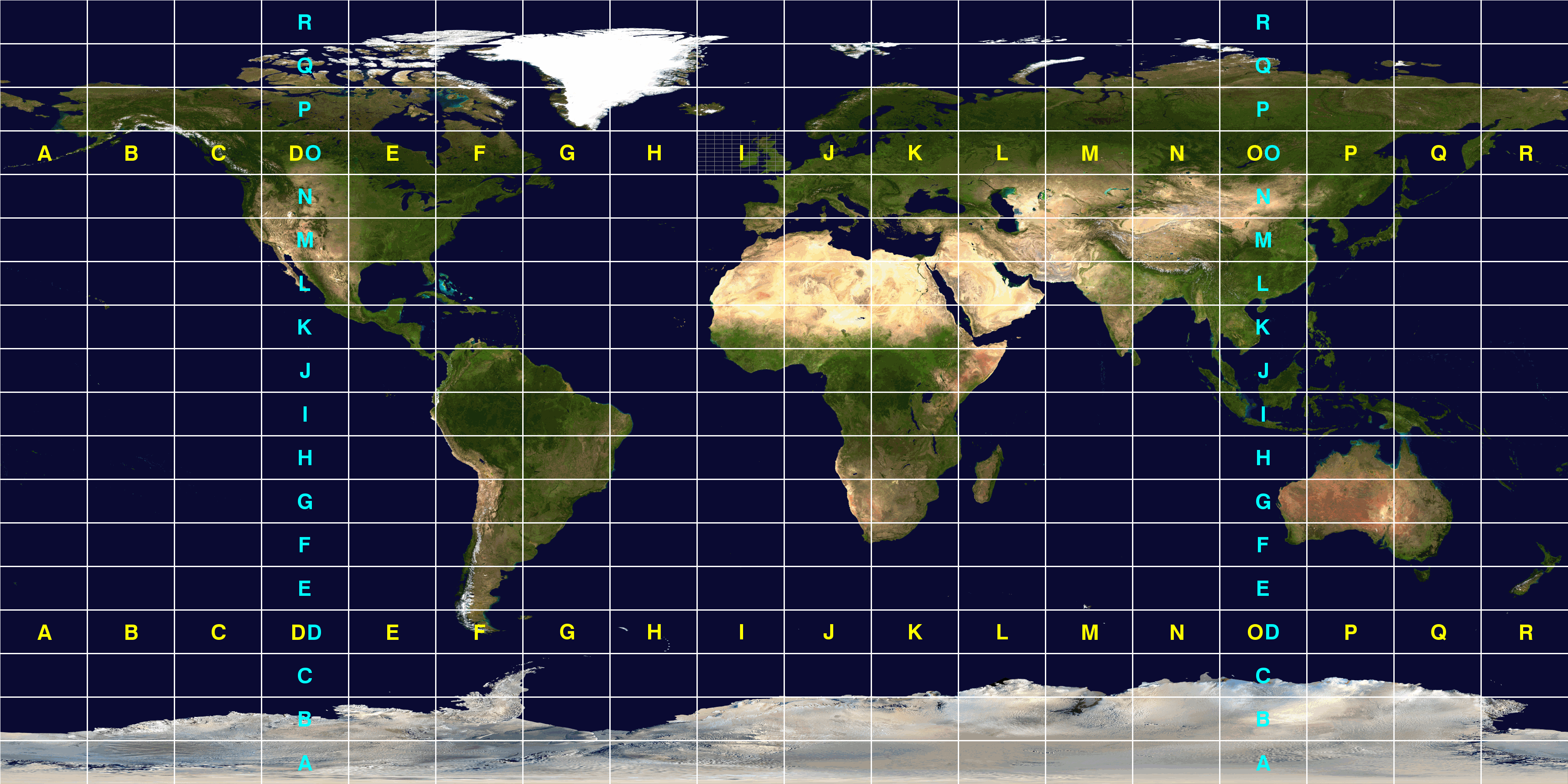
Секторы QTH-локатора

Деление сектора на «большие квадраты»

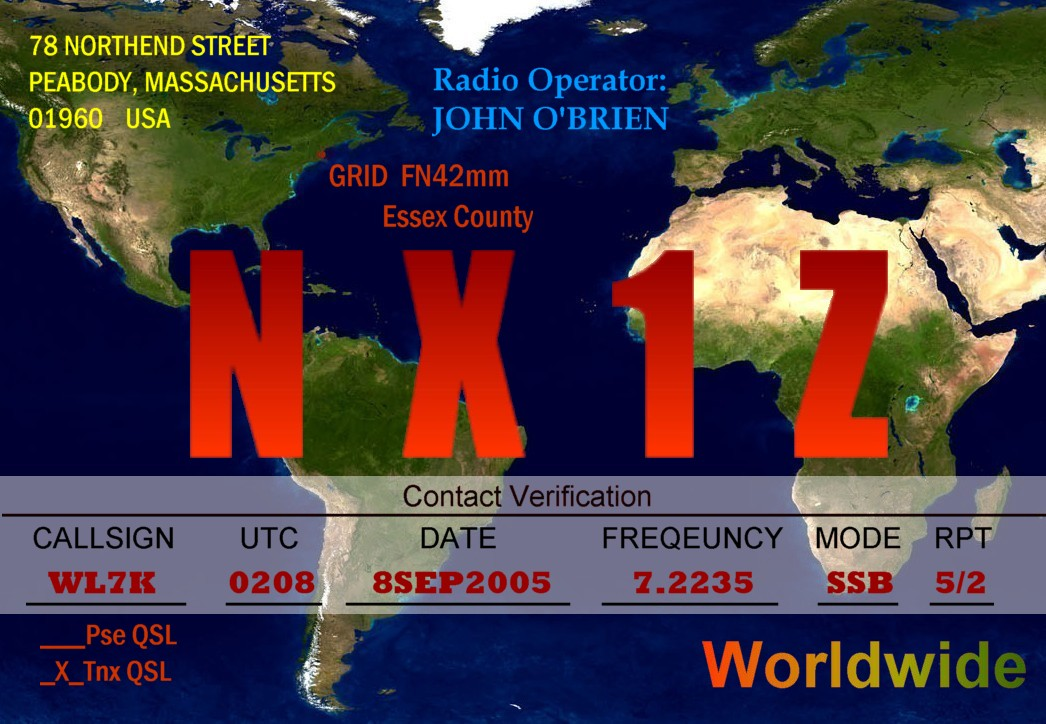
QSL-карточка с указанием квадрата по QTH-локатору (FN42mm)

QTH-локатор — система приближённого указания местоположения объекта на поверхности Земли, принятая в любительской радиосвязи. Предназначена для определения расстояния между корреспондентами. Известна также под названиями англ. Grid Square Locator и англ. Maidenhead Locator System. Название происходит от кодового выражения QTH, которое означает «Я нахожусь в …».

## Современная структура QTH-локатора
Вся поверхность земного шара разделена на 324 сектора размером 10 градусов широты на 20 градусов долготы. Секторы обозначаются двумя заглавными латинскими буквами. Каждый сектор делится на 100 «больших квадратов» размерами 1 градус широты на 2 градуса долготы (примерно 78×111,4 км в средних широтах), они обозначаются двумя цифрами. Большой квадрат поделен на 576 «малых квадратов» — 2,5×5 угловых минут (примерно 4,6×6,5 км), обозначаемых двумя строчными латинскими буквами. Если требуется бо́льшая точность, малый квадрат может делиться на 100 ещё меньших, вновь обозначаемых цифрами, и далее в том же порядке. Естественно, речь не идет о квадратах в геометрическом смысле, у полюсов «квадраты» локатора и вовсе треугольные.
Таким образом, координаты, например, г. Лобня Московской обл. с точностью до малого квадрата записываются так: KO86ra.
Радиолюбители часто указывают свой QTH-локатор на QSL-карточке или передают во время сеанса связи, особенно когда работают не из населенного пункта, а в полевых условиях. Знать QTH-локатор корреспондента особенно важно в соревнованиях по радиосвязи на УКВ, когда при начислении очков учитывается расстояние между радиостанциями и количество «сработанных» квадратов.